# کاستیراجا ویداردو
کاستیراجا ویداردو (به ایتالیایی: Castiraga Vidardo) یک کومونه در ایتالیا است که در استان لودی واقع شده‌است.

## خصوصیات
کاستیراجا ویداردو ۵٫۳ کیلومترمربع مساحت و ۱٬۹۰۲ نفر جمعیت دارد.